# Рікофен
Рікофен (нім. Riekofen) — громада в Німеччині, розташована в землі Баварія. Підпорядковується адміністративному округу Верхній Пфальц. Входить до складу району Регенсбург. Складова частина об'єднання громад Зюнхінг.
Площа — 24,00 км2. Населення становить 775 ос. (станом на 31 грудня 2020).